# 존 화이트 (의사)
존 화이트(John White, 1756년 5월 27일 ~ 1832년 2월 20일)는 영국 잉글랜드의 외과 의사 및 군의관이며 식물학자 겸 생물학자이며 동물학자 겸 외교관이자 정치인이다. 그는 호주청개구리의 학명 창시자이기도 하다.